# Chiesa di Santo Stefano Protomartire (Pietraporzio)
La chiesa di Santo Stefano Protomartire, o anche solo chiesa di Santo Stefano, è la parrocchiale di Pietraporzio, in Provincia di Cuneo e diocesi di Cuneo-Fossano; fa parte della zona pastorale della Val Stura.

## Storia
L'originario luogo di culto di Pietraporzio, risalente forse al XI-XII secolo, è menzionato per la prima volta nel 1386 in un registro di chiese dipendenti dall'arcivescovo di Torino.
Durante la visita pastorale del 1770 si rilevò che questo edificio era insufficiente a soddisfare le esigenze dei fedeli e, così, 1787 iniziarono i lavori di costruzione della nuova parrocchiale; la benedizione di quest'ultima venne celebrata l'11 febbraio 1793.
Nel XIX secolo l'interno della chiesa fu decorato e abbellito e nel 2011 si provvide a realizzare l'adeguamento liturgico secondo i dettami postconciliari.

## Descrizione

### Esterno
La facciata a capanna della chiesa, rivolta a levante, è suddivisa da una cornice marcapiano aggettante in due registri, entrambi tripartiti da quattro lesene; quello inferiore è caratterizzato dal portale d'ingresso e da due finestrelle circolari murate, mentre quello superiore, coronato dal timpano triangolare, presenta il rosone e due nicchie.
Annesso alla parrocchiale è il campanile in pietra a base quadrata, la cui cella presenta su ogni lato una monofora a tutto sesto ed è coronata dalla cupoletta.

### Interno
L'interno dell'edificio si compone di un'unica navata, sulla quale si affacciano quattro cappelle laterali introdotte da archi a tutto sesto e le cui pareti sono scandite da lesene sorreggenti la trabeazione modanata e aggettante sopra la quale si imposta la volta; al termine dell'aula si sviluppa il presbiterio, ospitante l'altare maggiore e chiuso dall'abside di forma semicircolare.